# Gare de Fukushima (Osaka)
Ne doit pas être confondu avec la gare de Fukushima située à Fukushima
La gare de Fukushima (福島駅, Fukushima-eki) est une gare ferroviaire de la ville d'Osaka au Japon. Elle est située dans l'arrondissement de Fukushima. La gare est gérée conjointement par les compagnies JR West et Hanshin.

## Situation ferroviaire
La gare de Fukushima est située au point kilométrique (PK) 1,0 de la ligne circulaire d'Osaka et au PK 1,1 de la ligne principale Hanshin.

## Histoire
La gare JR est inaugurée le 5 avril 1898. La gare Hanshin a ouvert le 12 avril 1905.

## Service des voyageurs

### Accès et accueil
La gare dispose d'un bâtiment voyageurs, avec guichet, ouvert tous les jours.

### Desserte

#### JR West
- Ligne circulaire d'Osaka :
  - voie 1 : direction Nishikujō (interconnexion avec la ligne JR Yumesaki pour Sakurajima) et Shin-Imamiya
  - voie 2 : direction Osaka et Kyōbashi

#### Hanshin
- Ligne principale Hanshin :
  - direction Osaka-Umeda

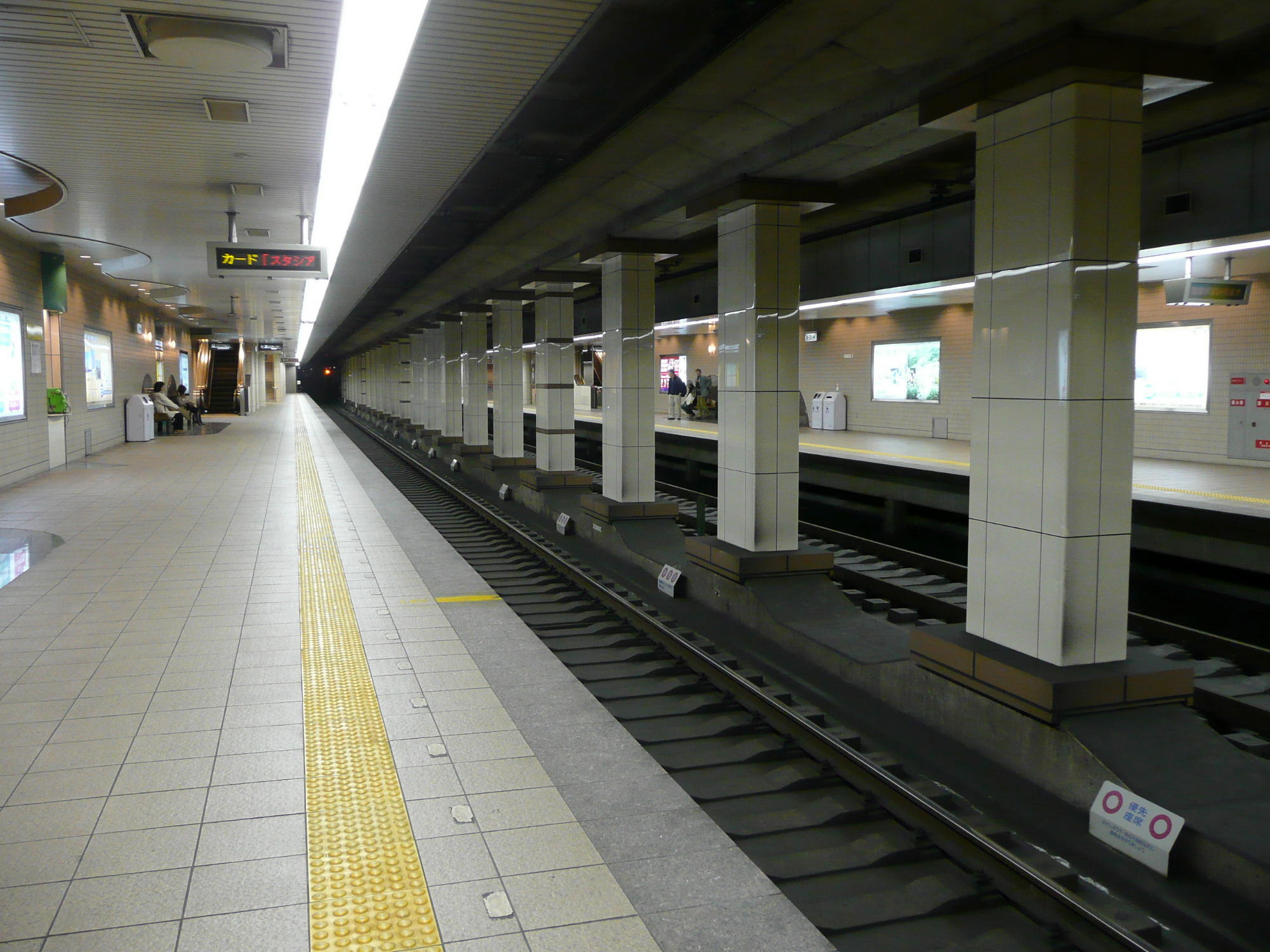
Quais de la ligne principale Hanshin

  - direction Amagasaki, Kōshien, Kobe-Sannomiya, Akashi et Himeji

### Intermodalité
Les gares de Nakanoshima (ligne Keihan Nakanoshima) et Shin-Fukushima (ligne JR Tōzai) sont situées à proximité.

## Dans les environs
- Nakano-shima
- Bureaux d'Asahi Broadcasting Corporation